# Pod prąd (album KSU)
Pod prąd – pierwszy oficjalny album zespołu KSU, wydany w 1989 roku.
W 1989 roku płyta została wydana pod nazwą KSU przez firmę Pronit. Nagrania zarejestrowano w rzeszowskim "RSC Studio" w 1988 roku. Realizacja nagrań – Andrzej Szczypek.

## Lista utworów
| Nr  | Tytuł utworu               | Muzyka | Tekst                | Długość |
| --- | -------------------------- | ------ | -------------------- | ------- |
| 1.  | „Pod prąd”                 | KSU    | Maciej Augustyn      | 2:25    |
| 2.  | „1944 (w okopie)”          | KSU    | Maciej Augustyn      | 2:35    |
| 3.  | „Liban”                    | KSU    | Maciej Augustyn      | 2:40    |
| 4.  | „Dno”                      | KSU    | Maciej Augustyn      | 1:40    |
| 5.  | „Ewolucja (w ścieku)”      | KSU    | Maciej Augustyn      | 4:05    |
| 6.  | „Wielki koniec”            | KSU    | Maciej Augustyn      | 2:35    |
| 7.  | „Umarłe drzewa”            | KSU    | Maciej Augustyn      | 2:40    |
| 8.  | „Jabolowe ofiary”          | KSU    | Eugeniusz Olejarczyk | 2:20    |
| 9.  | „Jabol punk”               | KSU    | Maciej Augustyn      | 1:55    |
| 10. | „Po drugiej stronie drzwi” | KSU    | Maciej Augustyn      | 2:50    |
| 11. | „Pijany gówniarz (nocą)”   | KSU    | Maciej Augustyn      | 3:20    |
| 12. | „Martwy rok”               | KSU    | Maciej Augustyn      | 5:00    |
| 13. | „Na krawędzi snu”          | KSU    | Maciej Augustyn      | 4:15    |
|     |                            |        |                      | 38:20   |

## Twórcy
- Eugeniusz Olejarczyk „Siczka” – gitara, śpiew
- Adam Michno „Dżordż” – gitara basowa
- Bogdan Tutak „Tuptuś” – perkusja

gościnnie
- Andrzej Wiśniowski – gitara